# Fallet Sverige
Fallet Sverige: förmyndarsamhället får en dansk skalle (dansk originaltitel: Tilfældet Sverige) är en bok av Mogens Berendt. Boken översattes till svenska av Margareta Eklöf och gavs ut på förlaget Bonnier fakta 1983.

## Mottagande
Den moderata riksdagsledamoten Margit Gennser lyfte boken i en riksdagsdebatt i maj 1983. Socialdemokraten Ove Rainer, vid tiden justitieminister, sade att Mogens Berendt hade visat djup okunnighet i fundamentala förutsättningar för de uttalanden han hade gjort.